# Dürnbach (Gemeinde Waldegg)
Dürnbach ist eine Ortschaft und eine Katastralgemeinde der Gemeinde Waldegg im Bezirk Wiener Neustadt-Land in Niederösterreich.

## Geografie
Die Streusiedlung im Tal des Dürnbaches südlich von Waldegg ist über die Landesstraße L4066 erreichbar. Die Ortschaft besteht weiters aus den Lagen Dürnbachtal, Garber, Nazwirt, Sonnleiten und dem Gasthaus Waldegger Haus. Zur Katastralgemeinde zählen auch Teile der Orte Krottenbach, Oed und Steinbach.

## Geschichte
Im Jahr 1822 wurde der Ort als Dorf mit 16 zerstreuten Häusern genannt, das nach Scheuchenstein eingepfarrt war, wohin auch die Kinder eingeschult wurden. Die Herrschaft Stahremberg-Fischau besaß die Ortsobrigkeit, übte die Landgerichtsbarkeit aus und besorgte die Konskription. Die Untertanen und Grundholde des Ortes gehörten den Herrschaften Fischau, Hernstein und Gutenstein.
Laut Adressbuch von Österreich waren im Jahr 1938 in der Ortsgemeinde Dürnbach ein Friseur, drei Gastwirte, ein Holzhändler und mehrere Landwirte ansässig. Bis zur Zusammenlegung mit Waldegg bildete Dürnbach eine eigene Ortsgemeinde.